# فرودگاه بیگ سندی
فرودگاه بیگ سندی (به انگلیسی: Big Sandy Airport) یک فرودگاه همگانی بهره‌برداری هوایی است که یک باند فرود آسفالت دارد و طول باند آن ۱۰۹۷ متر است. این فرودگاه در کشور ایالات متحده آمریکا قرار دارد و در ارتفاع ۸۲۳ متری از سطح دریا واقع شده‌است.